# 华丽的休假
《华丽的休假》（：／ Hwaryeohan Hyuga）是一部2007年的韩国电影，讲述了1980年在韩国光州发生的民主化运动这一历史性事件。影片显示韩国市民的抗争精神，在韩国票房大賣。电影的名称来自于時任國軍保安司令全斗焕上將向大韓民國陸軍下达的武力镇压命令代号。

## 劇情介紹
1980年，出租车司机姜民宇和在就讀高中的弟弟姜振宇在韓國南部的光州过着平凡的生活，两人因父母双亡而相依为命，感情深厚。姜民宇在教堂彌撒时，结识了护士朴申爱，两人萌生了爱情。
在凌晨，韓國陸軍特戰司令部正在秘密進行大規模的空降部隊調動。空降兵詢問軍官是否去北伐，其他空降兵却根据日出位置得知運輸機的飛行方向是南下。
随着两人爱情的发展，姜民宇邀请朴申爱去看电影。此时街道上随着抗议全斗焕上台运动规模的扩大，已开始了充满紧张气氛。正当民宇看得开心时，突然一陣嗆鼻的烟雾开始笼罩影院。一个人伴随着救命声挣扎着爬进影院，却被后面赶来的士兵打倒在地。观众慌乱地涌出影院，却发现不知从何而来的众多军人在四处殴打民众。
姜民宇為了不讓亲生弟弟送命，禁止其参加示威。在得知振宇的同学被殴打致死后，民宇也决定一同参加抗议。退伍上校朴兴洙不忍看到军民冲突，对以前在部队工作的同僚建议采用温和手段，但被军方拒绝。
5月21日上午光州市民来到全罗南道道厅门前的大街上进行大规模示威，最终激怒军队，丧失人性的军队开始进行屠杀，姜振宇在镇压中死去。讽刺的是，正是韩国国歌作为开始行动的一个信号。愤怒的市民攻破了军火库，组成了民兵，對抗軍隊並迫使其撤出光州。
军队短暂撤离后，军政府切断了光州与外界的所有交通，同時動用国家的宣传机器，在媒体上疯狂抹黑光州市民，稱其為北方间谍和叛乱暴徒，美軍航空母舰也進入釜山港支持军政府采取镇压。朴上校得知情况不妙，第二次试图与军方进行和谈，同样以失败告终。
在坦克的掩护下，军队最终重奪光州，擊敗市民軍和光州临时自治政府。影片的最后一幕是民宇和申爱的婚礼合影，所有已逝的人臉上都洋溢著歡樂，幸存的申爱反而面容悲戚。最后显示一组数据，指出事件中死亡207人，2392人受伤，但具体数字无法得知，亦無法知悉由誰下令鎮壓。

## 演員陣容
- 金相庆 饰 姜民宇

出租车司机
- 安圣基 饰 朴兴洙

出租车公司经理，退伍上校
- 李枖原 饰 朴申爱

护士，朴兴洙之女
- 李準基 饰 姜振宇

高三学生，姜民宇之弟
- 朴哲民
- 朴元相
- 宋在浩
- 羅文姬
- 權泰元
- 嚴孝燮
- 朴用收
- 李　孽
- 孫炳昊

## 部分台词
- 你知道比枪炮更强大的是什么吗？是人啊。（朴兴洙第一次与军方协商失败后）
- 他们玷污了原本属于自己的荣誉，他们不再是大韩民国的军人！（民兵占领道政府大楼后朴兴洙的演讲）

## 映后反响

### 票房
电影在韩国的票房大賣，首尔市的观看人数即达到2,009,666，在韩国全国的数据则为7,307,993。电影获得了韩国青龙奖的八项提名，却空手而归隻奖未得。

### 争议
韩国的一些亲全斗焕右翼团体声称，电影中所表现的士兵胡乱开枪的场景是歪曲史实的。但是在地方政府的数据和文献中，通过幸存者的证词可以证明大屠杀中的滥射行为是歷史事實。

### 與史實出入處
镇压光州事件的主力部队是陸軍特戰司令部，这也是本片中的一个镜头的来源：镇压部队是坐运输机南下。
但80年代的韩国空输部队并没有足够的飞机给所有的空降旅，事实上，所有的镇压部队都是乘坐火车或军用卡车南下光州的。

### 引用
1. 1 2  Film on SKorea's Kwangju massacre set for release Archive.today的存檔，存档日期2007-04-23（英文）
2. ↑  영화진흥위원회 Archive.today的存檔，存档日期2012-08-03
3. ↑  .   [2010-02-14]. （原始内容存档于2017-09-19）.
4. ↑  광주 민주화 운동[永久]